# Carabus olympiae
Carabus olympiae – gatunek chrząszcza z rodziny biegaczowatych, którego można znaleźć we Włoszech. Został uznany za gatunek narażony na wyginięcie przez IUCN.